# Церква Перенесення Мощей святителя Миколая Чудотворця (Тудорів)
Церква Перенесення Мощей святителя Миколая Чудотворця в Тудорові — парафія і храм Гусятинського благочиння Тернопільської єпархії Православної церкви України в селі Тудорів Чортківського району Тернопільської области.  Пам'ятка архітектури місцевого значення.

## Історія церкви
Стару дерев'яну церкву в селі розібрали і перевезли до Чортківського району. У травні 1934 року була збудована та освячена нова церква.
У 1957 році художники П. Фоміних і Г. Яковлев виконали розпис церкви.
На честь 1000-ліття хрещення Русі-України у 1988 році перед храмом встановили хрест.
Протягом 1996—1997 років встановили та освятили новий престол і тетрапод з орнаментом. Протоієрей Дмитро Пакон пожертвував Євангеліє та фелон.

## Парохи
- о. Теофіль Соневицький,
- о. Ярослав Бекеш (1939),
- о. Івахнюк (з 1994),
- о. Рогашевський (з 1949),
- о. Степан Ковалів (з 1952),
- о. Горинь,
- о. Богдан Яремчук (з 1962),
- о. Роман Сливка (1970—1973),
- о. Мирослав Гордійчук (з 1973),
- о. Роман Лєменець (з 1985),
- о. Тимофій Буштинський (з 1989),
- о. Василь Ганішевський (з 1991),
- о. Любомир Урбанський (з 1992),
- о. Іван Миц (з 1994).